# (3639) Weidenschilling
(3639) Weidenschilling es un asteroide perteneciente al cinturón de asteroides, descubierto el 15 de octubre de 1985 por Edward Bowell desde la Estación Anderson Mesa (condado de Coconino, cerca de Flagstaff, Arizona, Estados Unidos).

## Designación y nombre
Designado provisionalmente como 1985 TX. Fue nombrado Weidenschilling en honor al astrofísico estadounidense Stuart J. Weidenschilling.